# Ivan Basić
Ivan Basić (Split, 19. listopada 1982.) hrvatski je povjesničar i povjesničar umjetnosti. Izvanredni je profesor Filozofskog fakulteta Sveučilišta u Splitu.

## Životopis
Osnovnu školu i klasičnu gimnaziju završio je u Splitu. Na Filozofskom fakultetu Sveučilišta u Zagrebu diplomirao je povijest i povijest umjetnosti 2007., iste godine upisao poslijediplomski doktorski studij medievistike te 2013. doktorirao tezom „Poleogeneza Splita na razmeđu kasne antike i ranoga srednjeg vijeka” (mentori: Miljenko Jurković, Zrinka Nikolić-Jakus).
Od 2008. do 2011. radio je kao znanstveni novak-asistent na Odsjeku za povijest umjetnosti Filozofskog fakulteta u Zagrebu, pri Katedri za umjetnost antike, kasne antike i ranoga srednjeg vijeka.
U ljeto 2011. prešao je na Filozofski fakultet Sveučilišta u Splitu kao nastavnik srednjovjekovne povijesti na Odsjeku za povijest, na kojem je od 2014. viši asistent, od 2016. docent i od 2021. izvanredni profesor. Drži više kolegija iz srednjovjekovne povijesti na preddiplomskom i diplomskom studiju. Prvi je predstojnik Katedre za staru i srednjovjekovnu povijest te metodologiju historijske znanosti Odsjeka za povijest Filozofskog fakulteta u Splitu (2016. – 2023.).
Predavao na više studija Zagrebačkog sveučilišta: na Interfakultetskom studiju Dizajna i na Agronomskom fakultetu, usmjerenje krajobrazne arhitekture (2008. – 2011.).
U sklopu projekta Europske komisije „IRCLAMA” Sveučilišta u Zagrebu kojeg je sufinancirala EU (FP6) obavljao je više dužnosti: asistent programa „Arheološki parkovi” (2007. – 2008.), asistent Edukacijsko-istraživačkog programa (2008. – 2009.).
Na Filozofskom fakultetu u Splitu obnašao je više institucionalnih dužnosti: član Etičkog povjerenstva Filozofskog fakulteta (2017. – 2020.), član Povjerenstva za dodjelu nagrada Fakulteta (2020. – 2022.), član Vijeća poslijediplomskog studija i voditelj modula Povijest na Poslijediplomskom doktorskom studiju Humanističke znanosti Filozofskog fakulteta (od 2016.), član Upravnog odbora i upravitelj Zaklade „Marulus” Filozofskog fakulteta u Splitu (od 2020.).
Član je uredništva ili savjeta časopisa Acta Illyrica (Sarajevo), Ravenna-Studi e Ricerche (Ravenna) i Eikón Imago (Madrid). Bio je član uredništva časopisa Građa i prilozi za povijest Dalmacije (Split, 2015. – 2018.) i Hrvatska obzorja (Ogranak Matice hrvatske – Split, 2017. – 2022.).
Član je Hrvatskog nacionalnog odbora za povijesne znanosti, Društva povjesničara umjetnosti Hrvatske, Hrvatskog hagiografskog društva »Hagiotheca« (član Izvršnog odbora), Hrvatskog društva za bizantske studije (potpredsjednik i jedan od osnivača), Hrvatskog nacionalnog komiteta pri međunarodnoj bizantološkoj organizaciji Association Internationale des Études Byzantines (AIEB), Matice hrvatske (član Upravnog odbora Ogranka Split 2014. – 2018. i 2018. – 2022. te potpredsjednik Ogranka 2018. – 2022.), Književnog kruga Split i Verein zur Förderung der Christlichen Archäologie Österreichs (Institut für Klassische Archäologie der Universität Wien).
Dobitnik Državne stipendije Ministarstva znanosti i obrazovanja Republike Hrvatske (2001. – 2007.), dobitnik Nagrade Rektora Sveučilišta u Zagrebu (2004.), dobitnik nagrade „Franjo Marković” Filozofskog fakulteta Sveučilišta u Zagrebu (2005.) te Stipendije „Kruno Prijatelj” Rotary Cluba-Split (2008.).

## Važniji radovi
- Basić, Ivan. 2005. „Venerabilis presul Iohannes: historijski Ivan Ravenjanin i začetci crkvene organizacije u Splitu u VII. stoljeću”. Povijesni prilozi. 29: 7–28CS1 održavanje: ref=harv (link)
- Basić, Ivan. 2007. „Je li sv. Jeronim rođen u Lovreću?”. Dalmatinska zagora – nepoznata zemlja. Ur. J. Belamarić, M. Grčić, Galerija Klovićevi dvori. Zagreb. str. 359–363CS1 održavanje: ref=harv (link)
- Jurković, Miljenko; Marić, Iva; Basić, Ivan. 2007. „Novi fragmenti ambona iz Gurana. Prilog opusu ‘Majstora kapitela iz Bala’”. Peristil. 50: 7–20CS1 održavanje: ref=harv (link)
- Basić, Ivan. 2008. „Prežitci kulta sv. Feliksa u salonitanskom ageru u ranom srednjem vijeku – arhitektonska pozadina kulta relikvija”. Hagiologija: kultovi u kontekstu. Ur. A. Marinković, T. Vedriš, Leykam. Zagreb. str. 189–210CS1 održavanje: ref=harv (link)
- Basić, Ivan. 2008. „Quelques aspects de la (dis)continuité typologique et iconographique de la production des sarcophages dans l’Adriatique orientale du haut Moyen âge”. Ikon. 1: 259–290CS1 održavanje: ref=harv (link)
- Basić, Ivan. 2008. „CIL III 9551 i njegovi tumači”. Tusculum. 1: 81–108CS1 održavanje: ref=harv (link)
- Basić, Ivan. 2008. „Problemi proučavanja ranosrednjovjekovne crkvene organizacije u studijama Mihe Barade”. Radovi Zavoda za hrvatsku povijest. 40: 49–90CS1 održavanje: ref=harv (link)
- Basić, Ivan. 2008. „Ka cjelovitijemu sagledavanju ranosrednjovjekovne jadranske poleogeneze (Željko Rapanić, Od carske palače do srednjovjekovne općine, Split: Književni krug, 2007)”. Radovi Zavoda za hrvatsku povijest. 40: 283–289CS1 održavanje: ref=harv (link)
- Jurković, Miljenko; Milošević, Ante; Basić, Ivan. 2008. „Bale – benediktinski samostan Sv. Marije Velike: rezultati dosadašnjih istraživanja”. I. porečki susret arheologa – rezultati arheoloških istraživanja na području Istre. Ur. M. Jurković. Zavičajni muzej Poreštine – Museo del territorio Parentino. Poreč. str. 137–150CS1 održavanje: ref=harv (link)
- Basić, Ivan. 2009. „Pristupna razmatranja uz popise biskupâ Zapadnoga Ilirika u aktima crkvenih koncila u Saloni 530. i 533. godine”. Tusculum. 2: 59–69CS1 održavanje: ref=harv (link)
- Basić, Ivan. 2009. „Ecclesia Scardonitana – stanje i problemi istraživanja skardonske ranokršćanske crkve / Ecclesia Scardonitana: stato della ricerca e problemi aperti della chiesa paleocristiana di Scardona”. Studia Varvarina, vol. 1. Ed. B. Kuntić-Makvić. Zagreb: Međunarodni istraživački centar za kasnu antiku i srednji vijek / International Research Center for Late Antiquity and Middle Ages. Zagreb. str. 45–85CS1 održavanje: ref=harv (link)
- Jurković, Miljenko; Basić, Ivan. 2009. „Élites ecclesiastiche e renovatio: tradizioni tardoantiche nell’arte di VIII e IX secolo in Istria”. Ideologia e cultura artistica tra Adriatico e Mediterraneo orientale (IV-X secolo). Il ruolo dell’autorità ecclesiastica alla luce di nuovi scavi e ricerche. Eds. R. Farioli Campanati, C. Rizzardi, P. Porta, A. Augenti, I. Baldini Lippolis. Ante Quem. Bologna. str. 289–302CS1 održavanje: ref=harv (link)
- Turković, Tin; Maraković, Nikolina; Basić, Ivan. 2009. Gurano – Valle. Santa Maria Alta. La chiesa e il convento altomedievale di S. Maria Alta / L’insediamento e le chiese altomedievali di Gurano presso Dignano. International Research Center for Late Antiquity and the Middle Ages. Zagreb. CS1 održavanje: ref=harv (link)
- Jurković, Miljenko; Matejčić, Ivan; Basić, Ivan. 2009. „‘Barokizacija’ crkve Sv. Marije Velike kod Bala – primjer poštivanja ranosrednjovjekovnih starina u XVIII. stoljeću”. Sic ars deprenditur arte. Zbornik u čast Vladimira Markovića. Ur. S. Cvetnić, M. Pelc, D. Premerl. Institut za povijest umjetnosti; Odsjek za povijest umjetnosti Filozofskog fakulteta Sveučilišta u Zagrebu. Zagreb. str. 303–317CS1 održavanje: ref=harv (link)
- Basić, Ivan. 2010. Od domus episcopi do Kule Jankovića. Prostorni razvoj Kule Stojana Jankovića u Islamu Grčkom. Biblioteka Desničini susreti 1. Centar za komparativnohistorijske i interkulturne studije Filozofskog fakulteta Sveučilišta u Zagrebu; FF-press. Zagreb. CS1 održavanje: ref=harv (link)
- Basić, Ivan. 2010. „Scardonitana palaeochristiana. Nova razmatranja temeljem podataka iz spisa Historia Salonitana Maior”. Zbornik Stjepan Gunjača i hrvatska srednjovjekovna povijesno-arheološka baština. Ur. T. Šeparović, N. Uroda, M. Zekan. Muzej hrvatskih arheoloških spomenika. Split. str. 167–192CS1 održavanje: ref=harv (link)
- Basić, Ivan. 2010. „Gradovi obalne Dalmacije u De administrando imperio: najstarija povijest Splita u svjetlu dvaju pojmova Konstantina VII. Porfirogeneta”. Radovi Zavoda za hrvatsku povijest. 42: 65–82CS1 održavanje: ref=harv (link)
- Basić, Ivan. 2011. „Prilozi proučavanju crkve Svetog Mateja u Splitu”. Ars Adriatica. 1: 67–96CS1 održavanje: ref=harv (link)
- Basić, Ivan; Jurković, Miljenko. 2011. „Prilog opusu Splitske klesarske radionice kasnog VIII. stoljeća”. Starohrvatska prosvjeta. ser. III (38): 149–185CS1 održavanje: ref=harv (link)
- Turković, Tin; Basić, Ivan. 2011. „Nuove conoscenze sulla Liburnia Tarsaticensis nel contesto dello studio delle fonti geografiche”. Atti del Centro di ricerche storiche–Rovigno. 41: 49–102CS1 održavanje: ref=harv (link)
- Basić, Ivan. 2011. „Prva sinteza o ranosrednjovjekovnim zvonicima na istočnom Jadranu (Ante Milošević, Predromanički zvonici u Dalmaciji i ranosrednjovjekovnoj Hrvatskoj / Campanili preromanici della Dalmazia e della Croazia altomedievale, Dubrovnik – Split, 2011.)”. Zbornik radova Filozofskog fakulteta u Splitu. 4: 319–325CS1 održavanje: ref=harv (link)
- Basić, Ivan. 2012. „Najstariji urbonimi kasnoantičkog i ranosrednjovjekovnog Splita: Aspalathos, Spalatum i Jeronimov palatium villae u svjetlu povijesnih izvora”. Munuscula in honorem Željko Rapanić. Zbornik povodom osamdesetog rođendana. Ur. M. Jurković, A. Milošević, Međunarodni istraživački centar za kasnu antiku i srednji vijek. Zagreb–Motovun–Split. str. 115–155CS1 održavanje: ref=harv (link)
- Basić, Ivan. 2012. „Željko Rapanić octogenarius. Spomenica povodom osamdesete godišnjice života i pedesetpete obljetnice znanstvenog rada”. Munuscula in honorem Željko Rapanić. Zbornik povodom osamdesetog rođendana. Ur. M. Jurković, A. Milošević, Međunarodni istraživački centar za kasnu antiku i srednji vijek. Zagreb–Motovun–Split. str. 13–42CS1 održavanje: ref=harv (link)
- Basić, Ivan. 2012. „Bibliografija Željka Rapanića 1958.–2012.”. Munuscula in honorem Željko Rapanić. Zbornik povodom osamdesetog rođendana. Ur. M. Jurković, A. Milošević, Međunarodni istraživački centar za kasnu antiku i srednji vijek. Zagreb–Motovun–Split. str. 43–57CS1 održavanje: ref=harv (link)
- Basić, Ivan. 2012. „Spalatum – ager Salonitanus? Prilog tumačenju pravno-posjedovnoga položaja priobalja Splitskoga poluotoka u preddioklecijanskome razdoblju”. Povijesni prilozi. 42: 9–42CS1 održavanje: ref=harv (link)
- Basić, Ivan. 2012. „Neka pitanja tekstualne transmisije izvora Porfirogenetovih poglavlja o Dalmaciji”. Radovi Zavoda za hrvatsku povijest. 44: 175–196CS1 održavanje: ref=harv (link)
- Basić, Ivan. 2012. „Prilog datiranju zlatnog enkolpija iz Barbata na Rabu”. Rapski zbornik. 2: 427–442CS1 održavanje: ref=harv (link)
- Basić, Ivan. 2012. „Ante Milošević, Predromanički zvonici u Dalmaciji i ranosrednjovjekovnoj Hrvatskoj / Campanili preromanici della Dalmazia e della Croazia altomedievale, Dubrovnik–Split, 2011”. Hortus Artium Medievalium. 18.1: 213–216CS1 održavanje: ref=harv (link)
- Basić, Ivan. 2013. „Spalatensia Porphyrogenitiana. Some issues concerning the textual transmission of Porphyrogenitus’ sources for the chapters on Dalmatia in the De Administrando Imperio”. Byzantinoslavica. 71.1-2: 91–110CS1 održavanje: ref=harv (link)
- Basić, Ivan. 2013. „Prilog valorizaciji periodizacijske komponente Karamanova opusa”. Zbornik 3. kongresa hrvatskih povjesničara umjetnosti (Zagreb, 25.–27. XI. 2010.). Ur. A. Žmegač, Institut za povijest umjetnosti. Zagreb. str. 319–323CS1 održavanje: ref=harv (link)
- Turković, Tin; Basić, Ivan. 2013. „Kasnoantička i ranosrednjovjekovna Tarsatička Liburnija (Liburnia Tarsaticensis) u svjetlu geografskih izvora”. Starohrvatska prosvjeta. ser. III (40): 33–80CS1 održavanje: ref=harv (link)
- Turković, Tin; Maraković, Nikolina; Basić, Ivan. 2014. Consentium deorum dearumque. Kolegijat bogova iz Arheološkog muzeja u Splitu. Filozofski fakultet Sveučilišta u Zagrebu–FF-press, Filozofski fakultet Sveučilišta u Splitu. Zagreb–Split. CS1 održavanje: ref=harv (link)
- Basić, Ivan; Rimac, Marko. 2014. Spalatumque dedit ortum. Zbornik povodom desete godišnjice Odsjeka za povijest Filozofskog fakulteta u Splitu. Ur. I. Basić, M. Rimac. Odsjek za povijest Filozofskog fakulteta Sveučilišta u Splitu. Split. CS1 održavanje: ref=harv (link)
- Basić, Ivan. 2014. „Dalmatinski biskupi na crkvenom saboru u Hijereji 754. godine”. Spalatumque dedit ortum. Zbornik povodom desete godišnjice Odsjeka za povijest Filozofskog fakulteta u Splitu. Ur. I. Basić, M. Rimac, Odsjek za povijest Filozofskog fakulteta Sveučilišta u Splitu. Split. str. 149–195CS1 održavanje: ref=harv (link)
- Basić, Ivan. 2014. „De inventione Sancti Felicis: rekognosciranje relikvija i reafirmacija kulta sv. Feliksa u Splitu u kontekstu poslijetridentske obnove”. Splitska hagiografska baština: povijest, legenda, tekst. Ur. J. Belamarić, B. Lučin, M. Trogrlić, J. Vrandečić, Književni krug, Odsjek za povijest Filozofskog fakulteta Sveučilišta u Splitu. Split. str. 271–313CS1 održavanje: ref=harv (link)
- Basić, Ivan. 2014. „Diocletian’s villa in Late Antique and Early Medieval Historiography: A Reconsideration”. Hortus Artium Medievalium. 20.1: 63–76CS1 održavanje: ref=harv (link)
- Basić, Ivan. 2014. „Ulomci najstarijeg ciborija splitske katedrale. Dopune Splitskoj klesarskoj radionici”. Majstorske radionice u umjetničkoj baštini Hrvatske. Ur. D. Milinović, A. Marinković, A. Munk, Zbornik Danâ Cvita Fiskovića 5, Odsjek za povijest umjetnosti Filozofskog fakulteta Sveučilišta u Zagrebu, FF-Press. Zagreb. str. 21–36CS1 održavanje: ref=harv (link)
- Basić, Ivan. 2014. „Između historiografske tradicije i novih tumačenja. Problem postanka splitske nadbiskupije u djelu Nade Klaić”. Nada Klaić i njezin znanstveni i nastavni doprinos razvoju historiografije. Ur. T. Galović, D. Agičić, Hrvatski nacionalni odbor za povijesne znanosti; Društvo za hrvatsku povjesnicu; Filozofski fakultet Sveučilišta u Zagrebu; FF-press. Zagreb. str. 133–169CS1 održavanje: ref=harv (link)
- Basić, Ivan. 2015. „Sjeverna i srednja Dalmacija u ranome srednjem vijeku”. Nova zraka u europskom svjetlu: Hrvatske zemlje u ranome srednjem vijeku (oko 550 – oko 1150). Ur. Z. Nikolić Jakus, Povijest Hrvata I, Matica hrvatska. Zagreb. str. 427–462CS1 održavanje: ref=harv (link)
- Basić, Ivan. 2015. „Bilješke o problemu konstituiranja tribunata u dalmatinskim pretkomunalnim društvima”. Splitski statut iz 1312. godine: povijest i pravo. Povodom 700. obljetnice. Ur. Ž. Radić, M. Trogrlić, M. Meccarelli, L. Steindorff, Književni krug - Odsjek za povijest Filozofskog fakulteta Sveučilišta u Splitu - Pravni fakultet Sveučilišta u Splitu. Split. str. 173–202CS1 održavanje: ref=harv (link)
- Basić, Ivan. 2015. „Natpis Gaja Orhivija Amempta / The Inscription of Gaius Orchivius Amemptus”. Vjesnik za arheologiju i historiju dalmatinsku. 108: 37–77CS1 održavanje: ref=harv (link)
- Basić, Ivan. 2015. „Ranokršćanski sarkofag iz Trevisa i njegova grupa”. Radovi Instituta za povijest umjetnosti. 39: 7–20CS1 održavanje: ref=harv (link)
- Basić, Ivan. 2016. „O recepciji kasnoantičke auličke tradicije u srednjobizantskom historiografskom diskurzu (primjeri iz „dalmatinskog dossiera” De administrando imperio)”. Spomenica dr Tibora Živkovića. Ur. I. R. Cvijanović, S. Rudić. Zbornik radova – Istorijski institut, knj. 32. Istorijski institut. Beograd. str. 93–128CS1 održavanje: ref=harv (link)
- Basić, Ivan. 2016. „Nova razmatranja o kristijanizaciji Dioklecijanova mauzoleja”. Starohrvatska prosvjeta. ser. III, 43: 165–198CS1 održavanje: ref=harv (link)
- Basić, Ivan. 2017. „Pagan tomb to Christian church: The case of Diocletian’s mausoleum in Spalatum”. Pagans and Christians in the Late Roman Empire: New Evidence, New Approaches (4th-8th centuries). Eds. M. Sághy, E. M. Schoolman. Central European University, Department of Medieval Studies; University of Pécs; CEU Press. Budapest. str. 241–271CS1 održavanje: ref=harv (link)
- Basić, Ivan. 2017. „Dalmatiae, Dalmatiarum: a study in historical geography of the Adriatic (in the light of the new inscription from Córdoba)”. Illyrica antiqua II. In honorem Duje Rendić-Miočević. Ed. D. Demicheli. Department of Archaeology, Faculty of Humanities and Social Sciences. Zagreb. str. 309–333CS1 održavanje: ref=harv (link)
- Basić, Ivan. 2017. „Spalatensia Porphyrogenitiana [II]. Notes on the poleogenesis and urban development of early medieval Split”. Towns and cities of the Croatian Middle Ages. Image of the Town in the Narrative Sources: Reality and/or Fiction?. Eds. I. Benyovsky Latin, Z. Pešorda Vardić. Croatian Institute of History. Zagreb. str. 61–114CS1 održavanje: ref=harv (link)
- Basić, Ivan. 2017. „Postkonzulat i pars Imperii na natpisu svećenika Anastazija iz Slanog (ad CIL III 14623)”. Živa antika. 66.1-2: 89–107CS1 održavanje: ref=harv (link)
- Basić, Ivan. 2017. „Dalmatiae, Dalmatiarum u jadranskoj historijskoj geografiji”. Građa i prilozi za povijest Dalmacije. 27: 7–70CS1 održavanje: ref=harv (link)
- Basić, Ivan. 2017. „Splitski evangelijar u historiografskoj recepciji”. Hrvatska revija. 17.4: 13–17CS1 održavanje: ref=harv (link)
- Basić, Ivan. 2018. „New evidence for the re-establishment of the Adriatic dioceses in the late eighth century”. Imperial spheres and the Adriatic: Byzantium, the Carolingians and the Treaty of Aachen (812). Eds. M. Ančić, J. Shepard, T. Vedriš. Routledge. London–New York. str. 261–287CS1 održavanje: ref=harv (link)
- Basić, Ivan. 2018. „Imperium and Regnum in Gottschalk’s description of Dalmatia”. Migration, Integration and Connectivity on the Southeastern Frontier of the Carolingian Empire. Eds. D. Dzino, A. Milošević, T. Vedriš. Brill. Leiden–Boston. str. 170–209CS1 održavanje: ref=harv (link)
- Basić, Ivan. 2018. „Natpis nadbiskupa Ursa kao izvor za crkvenu povijest ranosrednjovjekovnog Zadra (I. dio)”. Starohrvatska prosvjeta. ser. III, 44–45: 153–179CS1 održavanje: ref=harv (link)
- Basić, Ivan; Zeman, Maja. 2018. „In partibus Occidentis. Izakov epitaf s Lopuda i pitanje vrhovne vlasti nad Dalmacijom u 5. stoljeću”. Starohrvatska prosvjeta. ser. III (44–45): 57–87CS1 održavanje: ref=harv (link)
- Basić, Ivan. 2018. „Sarkofag s formulom sankcije iz Trogira (Aspekti bizantske diplomatičke tradicije u ranosrednjovjekovnoj jadranskoj epigrafiji) / The sarcophagus with sanction-formula from Trogir (Aspects of the Byzantine diplomatics tradition in early medieval epigraphy of the Adriatic)”. Vjesnik za arheologiju i historiju dalmatinsku. 111: 281–330CS1 održavanje: ref=harv (link)
- Basić, Ivan; Zeman, Maja. 2019. „What can epigraphy tell us about partitio Imperii in 5th-century Dalmatia?”. Journal of Late Antiquity. 12 (1): 88–135CS1 održavanje: ref=harv (link)
- Basić, Ivan. 2019. „Prilog kritici intertekstualnosti kronike Historia Salonitana i kolektaneja Historia Salonitana Maior”. Zbornik Drage Roksandića. Ur. D. Agičić, H. Petrić, F. Šimetin Šegvić. FF Press; Filozofski fakultet, Odsjek za povijest, Zavod za hrvatsku povijest. Zagreb. str. 655–676CS1 održavanje: ref=harv (link)
- Basić, Ivan. 2019. „In memoriam Željko Rapanić (1932.–2018.)”. Starohrvatska prosvjeta. ser. III, 46: 223–227CS1 održavanje: ref=harv (link)
- Basić, Ivan. 2020. I vescovi della Dalmazia al Concilio di Hieria del 754. Appunti sulla geografia storica dell’Adriatico meridionale bizantino nell’VIII secolo. Filozofski fakultet Sveučilišta u Splitu, Hrvatsko društvo za bizantske studije. Split–Zagreb. Inačica izvorne stranice arhivirana 15. srpnja 2023. Pristupljeno 14. srpnja 2023.CS1 održavanje: ref=harv (link)
- Basić, Ivan. 2020. „Amalarius of Metz at the Court of Leo V: A Note on Imperial Ceremonial”. Aspice hunc opus mirum: Festschrift on the occasion of Nikola Jakšić's 70th birthday. Eds. I. Josipović, M. Jurković. International Research Center for Late Antiquity and the Middle Ages, University of Zadar. Zadar–Zagreb–Motovun. str. 185–196CS1 održavanje: ref=harv (link)
- Basić, Ivan. 2020. „Domišljanje kontinuiteta. Problem najstarijega trogirskog memorijalnog teksta / Devising continuity. The problem of the oldest memorial text of Trogir”. Miscellanea Hadriatica et Mediterranea. 7: 69–126CS1 održavanje: ref=harv (link)
- Basić, Ivan. 2020. „Humanizacija prošlosti, razumijevanje suvremenosti. Akademiku Tomislavu Raukaru u spomen (1933.–2020.)”. Mogućnosti. 67.1-2: 218–227CS1 održavanje: ref=harv (link)
- Basić, Ivan. 2021. „The inscription of archbishop John of Split: Iconoclasm and dissidence in late 8th-century Dalmatia”. Dissidence and Persecution in Byzantium: From Constantine to Michael Psellos. Eds. D. Dzino, R. W. Strickler. Byzantina Australiensia 26. Brill. Leiden–Boston. str. 92–122CS1 održavanje: ref=harv (link)
- Basić, Ivan. 2021. „Patriarch or bishop? Aemilianus of Pula at the turn of the 9th century”. Mens acris in corpore commodo: Festschrift in honour of the 70th birthday of Ivan Matejčić. Eds. M. Bradanović, M. Jurković. International Research Center for Late Antiquity and the Middle Ages. Zagreb–Motovun. str. 161–174CS1 održavanje: ref=harv (link)
- Basić, Ivan. 2021. „The liturgical commemoration of All Saints on an early medieval inscription from Dalmatia”. L'arredo liturgico fra Oriente e Occidente (V-XV secolo). Frammenti, opere e contesti. Ed. F. Coden. Silvana Editoriale. Milano. str. 252–269CS1 održavanje: ref=harv (link)
- Basić, Ivan. 2021. „Ravenna. Capital of Empire, Crucible of Europe, by Judith Herrin. Princeton – Oxford: Princeton University Press. 2020.”. Miscellanea Hadriatica et Mediterranea. 8: 163–179CS1 održavanje: ref=harv (link)
- Rapanić, Željko. 2022. Studije o ranom srednjovjekovlju. Ur. I. Basić. Književni krug Split. Split. Inačica izvorne stranice arhivirana 15. srpnja 2023. Pristupljeno 14. srpnja 2023.CS1 održavanje: ref=harv (link)
- Basić, Ivan. 2022. „Medievistika Željka Rapanića”. Željko Rapanić, Studije o ranom srednjovjekovlju. Ur. I. Basić. Split: Književni krug. Split. str. 5–49CS1 održavanje: ref=harv (link)
- Basić, Ivan. 2022. „Imperial legacies and multiple borderlands: was there an ‘Adrio-Byzantine’ model of identity in the Upper Adriatic?”. Continuation or change? Borders and frontiers in Late Antiquity and Medieval Europe: landscape of power network, military organisation and commerce. Eds. G. Leighton, Ł. Różycki, P. Pranke. Routledge. London–New York. str. 81–102CS1 održavanje: ref=harv (link)
- Basić, Ivan. 2022. „O dataciji “ikonoklastičkog” popisa biskupijâ Carigradske crkve (Notitia episcopatuum ecclesiae Constantinopolitanae 3) s osobitim obzirom na Tračku dijecezu”. Na obzorju novega. Območje severnega Jadrana ter vzhodnoalpski in balkansko-podonavski prostor v obdobju pozne antike in zgodnjega srednjega veka: posvečeno Rajku Bratožu ob njegovi sedemdesetletnici. Ur. A. Cedilnik, M. Lovenjak. Založba Univerze v Ljubljani. Ljubljana. str. 285–313CS1 održavanje: ref=harv (link)
- Basić, Ivan. 2022. „Izgubljeni u prijevodu. Još o imenima dalmatinskih biskupija i njihovih biskupa u aktima ekumenskoga koncila u Niceji godine 787.”. Marinov zbornik. Papers in honour of Professor Emilio Marin. Ur. M. Kevo, I. Majnarić, S. Obrovac Lipar. Hrvatsko katoličko sveučilište / Catholic University of Croatia. Zagreb. str. 647–664CS1 održavanje: ref=harv (link)
- Basić, Ivan. 2022. „Wawrzyniec Kowalski: The Kings of the Slavs. The Image of a Ruler in the Latin Text of The Chronicle of the Priest of Duklja, (East Central and Eastern Europe in the Middle Ages, 450-1450, vol. 69), Leiden–Boston: Brill, 2021.”. Anali Zavoda za povijesne znanosti HAZU u Dubrovniku. 60: 227–243CS1 održavanje: ref=harv (link)